# Phyllachora grevilleae
Phyllachora grevilleae är en svampart. Phyllachora grevilleae ingår i släktet Phyllachora och familjen Phyllachoraceae.

## Underarter
Arten delas in i följande underarter:
- grevilleae
- clelandii